# Франсіско Бертран
Франсіско Бертран Барагона (1866–1926) — двічі президент Гондурасу (1911–1912; 1913–1919). Був членом Національної партії.

## Кар'єра
Бертран спочатку мав репутацію посередника, проте під час свого другого президентського терміну був втягнутий до збройного протистояння зі своїми політичними опонентами. Сполучені Штати тиснули на уряд Гондурасу, вимагаючи відставки президента. Кілька років після відставки провів у вигнанні, після чого повернувся на батьківщину. Помер у липні 1926 року.